# Red Oak (Texas)
Red Oak város az USA Texas államában, Ellis megyében. Lakosainak száma 14 222 fő (2020. április 1.).

## Népesség
A település népességének változása:

| 2010 | 10 769 |
| 2020 | 14 222 |